# Гринівці (Івано-Франківський район)
Грині́вці — село в Україні, у Тлумацькій міській територіальній громаді Івано-Франківського району Івано-Франківської області. Розташоване за 5 км від центру громади Тлумач та за 30 км від залізничної станції Івано-Франківськ.

## Історія

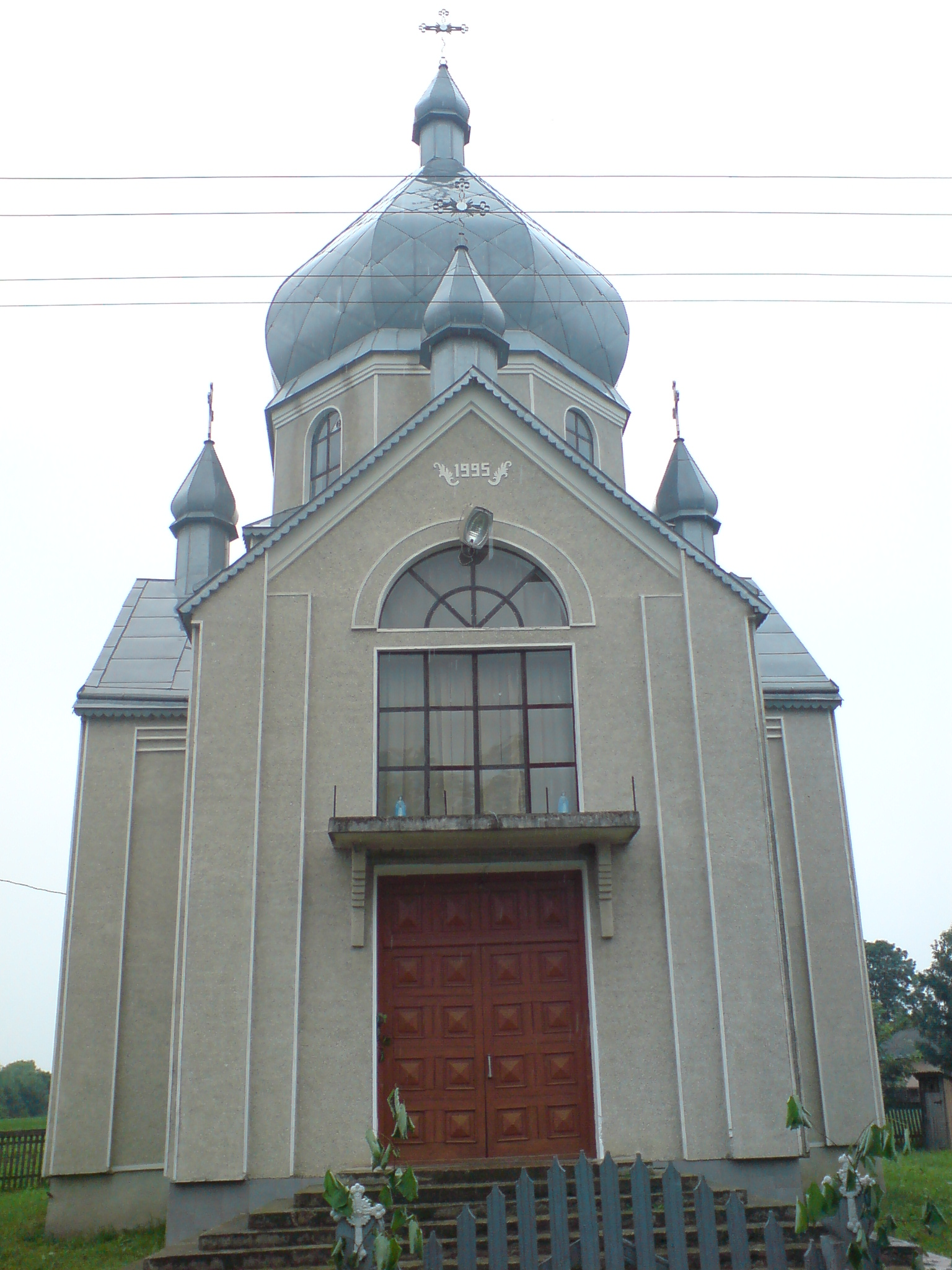
Греко-католицька церква

Поселення Гринівці І мезоліту знаходиться за один кілометр на схід від села, урочище Тхорівське Друге. Поселення Гринівці ІІ трипільської культури, триста метрів на схід від села, урочище За Цвинтарем (Тхорівське Перше).,
На території села знайдено знаряддя праці доби палеоліту.
Згадується 7 травня 1442 року у книгах галицького суду.
Польський шляхтич — галицький підкоморій Ян Кола «старший» (батько — галицький каштелян Ян Кола із Делієва) — підписувався як «пан на Делієві, Гринівцях, Жовтанцях».
Певний час — королівщина, яку надали Я. Потоцькому.
У 1934—1939 роках село входило до об'єднаної сільської ґміни Тлумач Тлумацького повіту.
У 1939 році в селі мешкало 2180 осіб, з них 1700 українців-греко-католиків, 440 українців-римокатоликів, 20 поляків та 20 євреїв.
12 червня 2020 року, відповідно до Розпорядження Кабінету Міністрів України  № 714-р «Про визначення адміністративних центрів та затвердження територій територіальних громад Івано-Франківської області», увійшло до складу Тлумацької міської громади.
17 липня 2020 року, в результаті адміністративно-територіальної реформи та ліквідації Тлумацького району, село увійшло до складу новоутвореного Івано-Франківського району.

## Сучасність
У селі — загальноосвітня школа I—II ступенів, бібліотека, медпункт, ощадкаса. У школі діють шкільна і сільська бібліотеки та музей.
Село газифіковане та електрифіковане.

## Пам'ятники

Пам'ятник-обеліск на честь борців за волю

- Курган-могила воїнам УПА насипана 1991 року на пошану українців загиблих в боротьбі за незалежність України/
- Пам'ятник-обеліск радянським військовим та місцевим мешканцям, загиблим під час другої світової війни. Напис на обеліску: «Ніхто не забутий, ніщо не забуто».

## Релігія
- У селі є дві церкви — православна (настоятель о. Михайло Моздір) і греко-католицька (настоятель о. Микола Притула).

## Відомі люди
- Народився Ярослав Борута — український естрадний співак (тенор) і композитор, народний артист України, Лицар Ордена Святого Григорія Великого, нагороджений орденом Святого рівноапостольного князя Володимира Великого III ступеня, лауреат літературно-мистецької премії «Осіннє золото» імені Дмитра Луценка.